# Черлаківська сільська рада
Черла́ківська сільська рада (рос. Черлаковский сельский совет) — муніципальне утворення у складі Дюртюлинського району Башкортостану, Росія. Адміністративний центр — село Черлак.

## Населення
Населення — 1116 осіб (2019, 1364 у 2010, 1454 у 2002).

## Склад
До складу поселення входять такі населені пункти:
| Населений пункт | Населення, осіб (2002) | Населення, осіб (2010) |
| --------------- | ---------------------- | ---------------------- |
| Аргиш, присілок | 132                    | 112                    |
| Черлак, село    | 599                    | 584                    |
| Юсупово, село   | 723                    | 668                    |